# Amesbury, Massachusetts

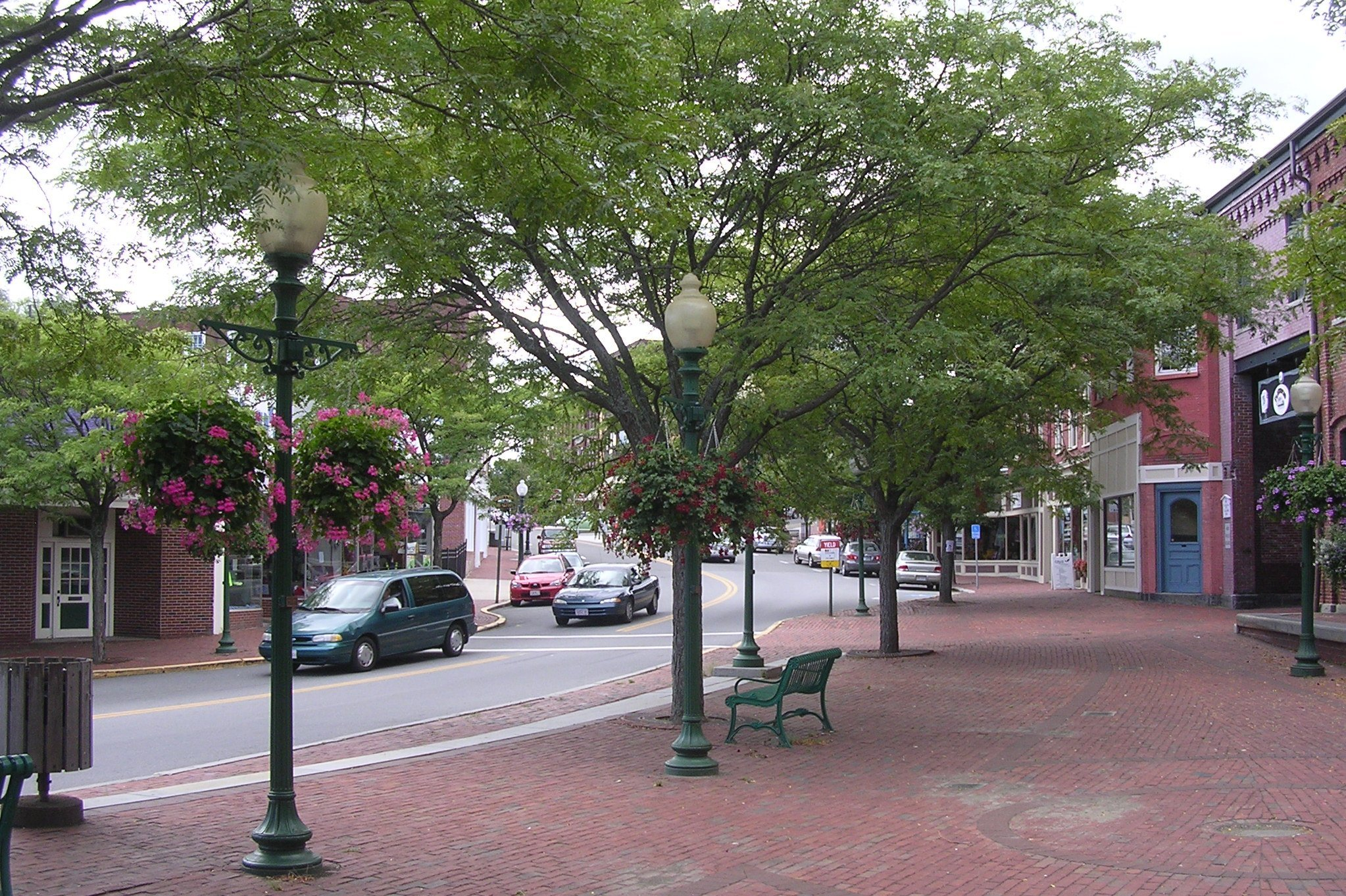

Amesbury är en stad i Essex County, Massachusetts, USA, med cirka 16 450 invånare (2000). Den har enligt United States Census Bureau en area på 35,4 km².  